# N272 (België)
De N272 is een lokale weg in België tussen Pepingen (N28) en Moerbeke (N495). De weg heeft een lengte van ongeveer 19 kilometer. De weg heeft een lokale functie maar wordt beheerd door het Agentschap Wegen en Verkeer van het Vlaams gewest.
De gehele weg bestaat uit twee rijstroken in beide rijrichtingen samen.

## Plaatsen langs N272
- Pepingen
- Kester
- Vollezele
- Galmaarden
- Moerbeke